# Unió Internacional Paneuropea

Bandera del Moviment Paneuropeu, que inclou la bandera de la Unió Europea i la creu solar.

La Unió Paneuropea Internacional diu ser el moviment d'unificació europea més antic i és també conegut com a Moviment Paneuropeu o Moviment Pan-Europa. Comença amb la publicació del manifest Paneuropa per part de Richard Nikolaus von Coudenhove-Kalergi el 1923, que presentà la idea d'un estat europeu unificat.
L'objectiu de l'organització és la unitat d'una Europa cristiana, lliure de «nihilisme, ateisme i l'immoral consumisme». És independent de tots els partits polítics, però ha promulgat principis que atrauen polítics, partits i institucions. La Unió Paneuropea Internacional té quatre principis bàsics: liberalisme, cristianisme, responsabilitat social i proeuropeisme.
Alguns dels seus membres famosos foren José Ortega y Gasset, Sigmund Freud, Albert Einstein, Thomas Mann, Aristide Briand, Franz Werfel, Salvador de Madariaga, Charles de Gaulle, Aristide Briand, Konrad Adenauer, Franz Josef Strauß, Bruno Kreisky i Georges Pompidou. Fou prohibida pels nazis alemanys el 1933 i fundada de nou després de la Segona Guerra Mundial.
Otto von Habsburg, el cap de la dinastia dels Habsburg, es convertí en el President honorífic de la Unió Paneuropea Internacional després de la mort de Coudenhove el 1973. L'actual president de la Unió és, des del 2004, Alain Terrenoire, director de la Unió Paneuropea a França.
La Unió té diverses seus a molts països europeus, amb el seu Secretariat General localitzat a Múnic.